# Ústí nad Orlicí (distrikt)
Ústí nad Orlicí är ett distrikt i Tjeckien. Det ligger i regionen Pardubice, i den östra delen av landet, 150 km öster om huvudstaden Prag. Antalet invånare är 138 576. Arean är 1 258 kvadratkilometer.
Terrängen i Ústí nad Orlicí är kuperad.
Distriktet Ústí nad Orlicí delas in i:
- Vinary
- Žamberk
- Lichkov
- Záchlumí
- Zámrsk
- Dolní Čermná
- České Libchavy
- Ústí nad Orlicí
- Čenkovice
- Červená Voda
- Česká Třebová
- Petrovice
- Lubník
- Žampach
- Žichlínek
- Anenská Studánka
- Orličky
- Dolní Dobrouč
- Trpík
- Česká Rybná
- Tatenice
- Šedivec
- Nekoř
- Džbánov
- Přívrat
- Brandýs nad Orlicí
- Sobkovice
- Jamné nad Orlicí
- Tisová
- Lukavice
- Vysoké Mýto
- Lanškroun
- Letohrad
- Bučina
- Choceň
- Cotkytle
- Klášterec nad Orlicí
- Libchavy
- Damníkov
- Dolní Morava
- Albrechtice
- Králíky
- Mladkov
- Luková
- Hejnice
- Helvíkovice
- Jablonné nad Orlicí
- Rudoltice
- Kunvald
- Třebovice
- Nové Hrady
- Zádolí
- Orlické Podhůří
- Petrovice
- Dobříkov
- Sázava
- Těchonín
- Voděrady
- Seč
- Řetová
- Bošín
- Sruby
- Radhošť
- Vračovice-Orlov
- Strážná
- Javorník
- Slatina
- Pastviny
- Plchovice
- Kosořín
- Pustina
- Jehnědí
- Líšnice
- Mostek
- Krasíkov
- České Heřmanice
- Svatý Jiří
- Vraclav
- Sudslava
- Libecina
- Hrušová
- Zářecká Lhota
- Řepníky
- Dlouhá Třebová
- Oucmanice
- Bystřec
- Horní Heřmanice
- Dlouhoňovice
- Verměřovice
- Běstovice
- Leština
- Horní Třešňovec
- Horní Čermná
- Výprachtice
- Újezd u Chocně
- Sudislav nad Orlicí
- Mistrovice
- Hrádek
- Velká Skrovnice
- Skořenice
- Zálší
- Semanín
- Stradouň
- Sopotnice
- Řetůvka
- Týnišťko
- Studené
- Hnátnice
- Koldín
- Nasavrky
- Rybník
- Ostrov
- Písečná
- Podlesí
- Kameničná

Följande samhällen finns i distriktet Ústí nad Orlicí:
- Ústí nad Orlicí
- Lanškroun
- Králíky
- Kunvald
- Tisová
- Dolní Morava